# 나노입자

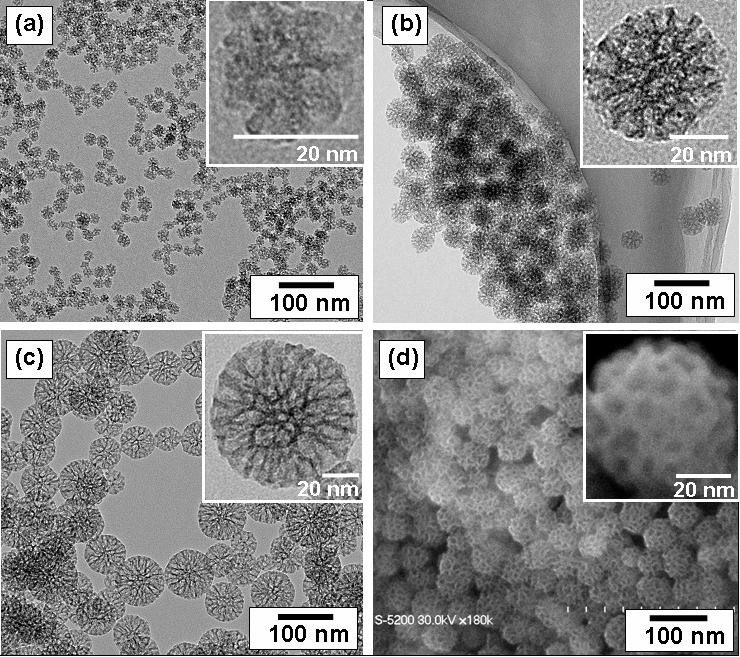

나노 입자(-粒子, nanoparticle)는 적어도 한 차원이 100nm, 즉 천만분의 1미터이하인 입자이다. 분자나 원자를 조작해 새로운 구조, 소재, 기계, 기구, 소자를 제작하고 그 구조를 연구하는 나노기술의 영역에 속하는 입자이다. 미국 국립 과학재단의 나노기술에 대한 정의에 의하면 나노 기술이 다루는 대상의 크기는 최소한 1~100nm(나노미터) 가 되어야 한다. 또 나노 크기의 물리, 화학적 성질을 근본적으로 제어할 수 있는 과정을 통해 만들 수 있어야 하고 더 큰 구조물로 합쳐야만 한다. 이 정의에 따르면 크기만 생각했을 때 원자의 개수가 수 개 또는 수 백 개의 복합체, DNA, 단백질 등도 나노에 속한다.

## 나노 입자의 응용
나노입자를 기존의 제품에 첨가하면 얇은 층을 형성하면서 여러 가지 특성을 나타내는데, 이 특성을 이용해 기존 제품에 응용할 수 있다. 예를 들어 나노 입자를 입힌 마루는 잘 긁히지 않고, 주방 용품이나 화장실 타일 등에 입히면 얼룩이나 긁힘이 잘 생기지 않는다. 수 많은 제품에 은나노 입자를 입혔다고 홍보하는 이유도 여기에 있다. 예를 들어 은 나노 입자의 경우 항균성을 가지고 있어 제품에 입힐 경우 곰팡이가 번식하기 힘들어지기 때문이다. 이렇듯 나노미터 크기 단위의 미립자가 가지는 특이한 물리적, 화학적 성질을 이해하면 아주 다양한 분야에 적용 가능하다.

## 나노 슈퍼구조체
최근에는 컴퓨터 저장 매체의 기억 용량을 현재의 10배 이상으로 늘릴 수 있는 나노슈퍼구조체가 개발되었다. 3차원 네트워크 나노 슈퍼구조체는 100조 개의 자성 나노입자가 1mm³ 에 집적되어 있어 차세대 초고집적 저장 매체로 응용되고 있다. 나노 슈퍼 구조체의 특성으로는 일반 나노 입자에 비해 약 25배 정도로 매우 증폭된 자기적 성질을 나타낸다. 이를 하드 디스크에 적용할 경우 손목시계정도 크기의 메모리에 신문 1,280장, 600메가바이트 용량의 영화 2,700 편, 500쪽 짜리 책 100만 권을 담을 수 있다고 한다. 나노 슈퍼구조체는 자성 메모리 매체뿐 아니라 광메모리 분야, 자성 반도체 트랜지스터 소재, MRI조영제 개발등에 응용될 수 있다.

## 같이 보기
- 세라믹공학
- 도장 (제조)
- 교질
- 풀러렌
- 리포솜
- 나노의학
- 나노 기술
- 플라스몬
- 퀀텀닷
- 규소